# Ca n'Amat (Sant Andreu de Llavaneres)
Ca n'Amat és una masia del municipi de Sant Andreu de Llavaneres (Maresme) inclosa en l'Inventari del Patrimoni Arquitectònic de Catalunya. També és conegut com a Can Gibert. Les terres de conreu del voltant de la masia van ser parcel·lades.

## Descripció
Edifici gran de planta quadrada, consta de planta baixa, pis i golfes. La façana principal té un portal dovellat d'onze peces i finestres amb llindes de pedra. Al primer pis les finestres tenen llindes amb decoració de sanefa de mitja canya. A l'interior, els sostres són de fusta i es conserven en bon estat. Les finestres tenen festejadors. La coberta és a quatre vessants, amb la part del mig a dues aigües. Al costat de la casa hi ha una construcció del segle xviii, destinada a habitatge dels masovers.

## Història
Aquesta masia del segle xvii té al davant un oratori dedicat a la veneració de l'Assumpció. A la llinda d'entrada hi ha gravades dues dates: 1734, que correspon a la construcció, i 1790, que correspon a la consagració de l'altar. Durant la guerra de 1936-1939 es va cremar el retaule de l'oratori.
Els Amat van ser propietaris de la casa i de les terres fins a la meitat del segle xviii, quan van passar a mans de la Congregació de Santa Maria del Mar de Barcelona. L'any 1870, Espiridió de Gibert i Mornau va comprar la propietat a la Comunitat.